# یوهان رودلف توربکه
یوهان رودلف توربکه (انگلیسی: Johan Rudolph Thorbecke; ۱۴ ژانویهٔ ۱۷۹۸ – ۴ ژوئن ۱۸۷۲) نخست‌وزیر هلند بود که از از ۴ ژانویه ۱۸۷۱ تا ۴ ژوئن ۱۸۷۲ در آن سمت خدمت کرد.
یوهان رودولف توربکه یک دولتمرد لیبرال هلندی و یکی از مهم‌ترین چهره‌های سیاسی هلند در قرن نوزدهم به‌شمار می‌رود. او بیشتر به خاطر رهبری کمیسیونی که پیش‌نویس تجدید نظر قانون اساسی هلند را در سال ۱۸۴۸، در میان انقلاب‌های لیبرال دموکراتیک سال ۱۸۴۸، تهیه کرد، شناخته می‌شود. قانون اساسی جدید کشور را از یک سلطنت مطلقه به یک سلطنت مشروطه تبدیل کرد و قدرت بیشتری به پارلمان و شورای وزیران نسبت به پادشاه داد.
توربکه سه بار به عنوان نخست‌وزیر هلند خدمت کرد و نقش مهمی در شکل‌گیری دموکراسی پارلمانی در این کشور ایفا نمود. او به عنوان «پدر دموکراسی هلند» شناخته می‌شود.